# Ульпіана
42°35′47″ пн. ш. 21°10′30″ сх. д. / 42.596281° пн. ш. 21.175025° сх. д.

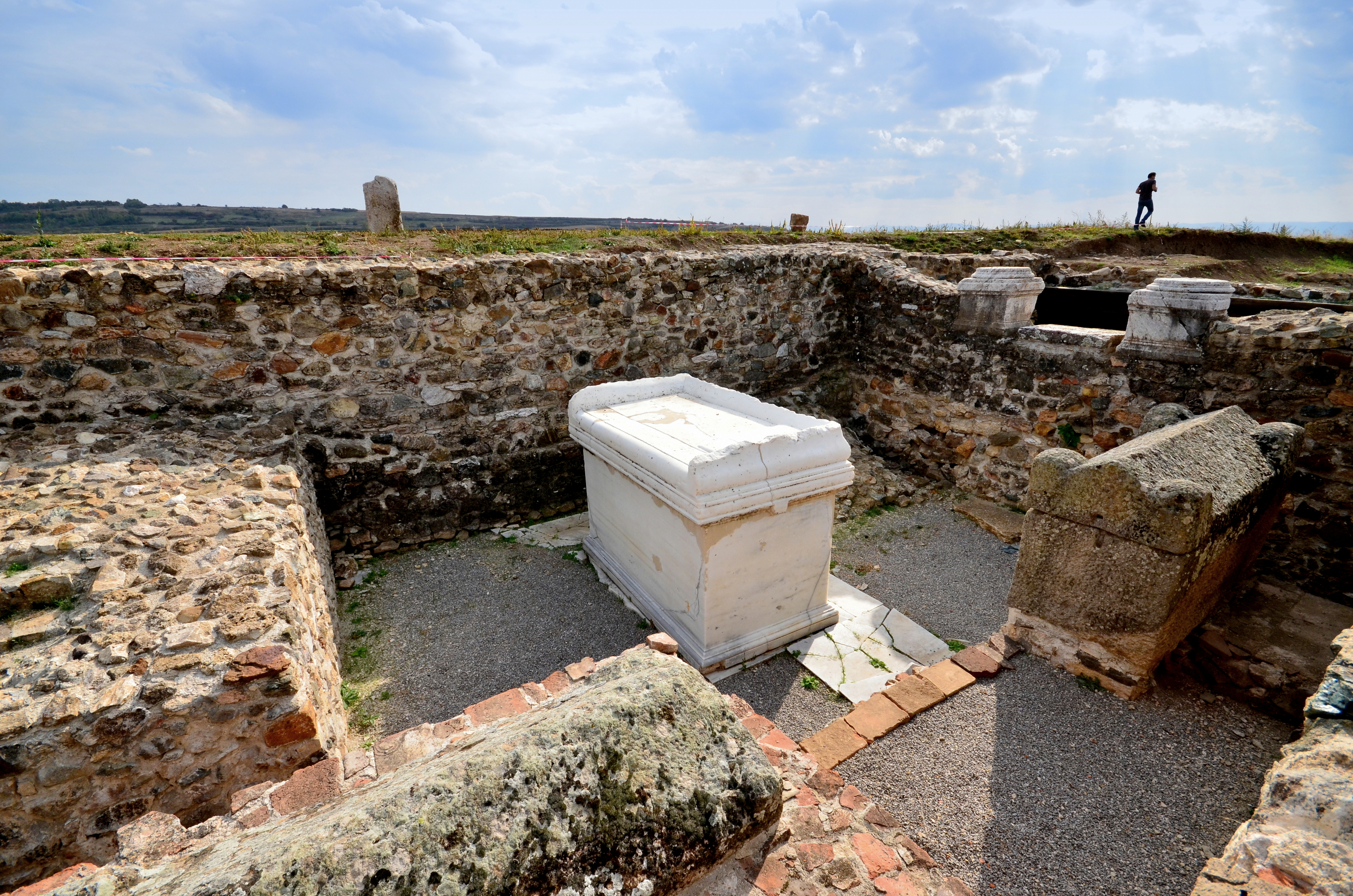
Ульпіана (місце розкопок).

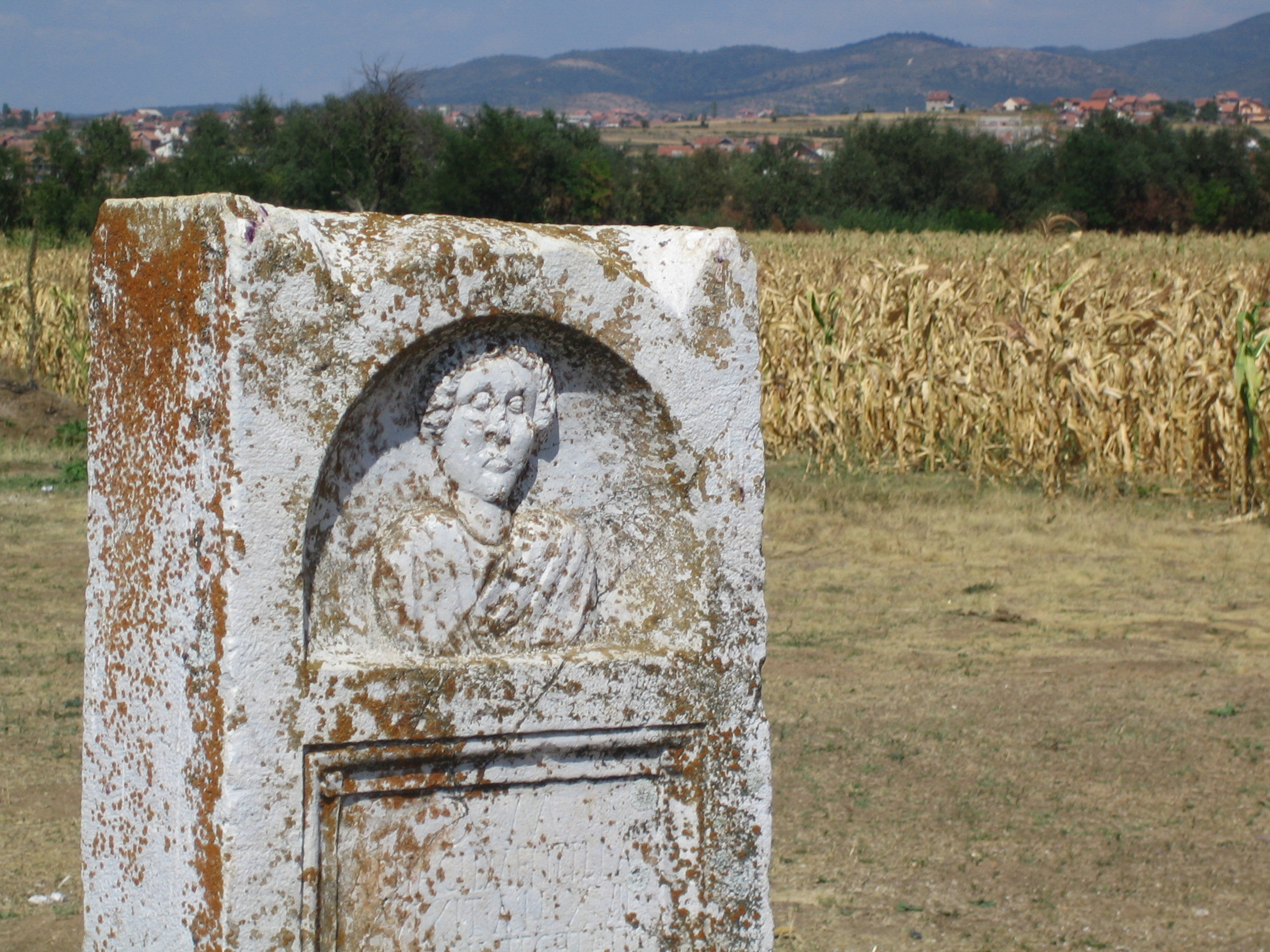
Ульпіана

Ульпіа́на було стародавнім римським містом, що лежить у сучасному Косові. Воно також називалося Justiniana Secunda (лат. Iustiniana Secunda). Це історичне місце в муніципалітеті Липлян. У 1955 році, відповідно до рішення No.v.E.K.21/55, Ульпіану додали до сербського списку археологічних пам'яток надзвичайного значення.

## Місцезнаходження
Ульпіана лежить на родючій землі, біля лівого берега річки Грачанка недалеко від міста Грачаниця. Поблизу розташована шахта, яка використовувалася з часів Римської імперії (в провінції Дарданія). Нині можна побачити руїни давнього міста приблизно за 9 км на південний схід від Приштини (включно з муніципалітетом Лапльє Село).

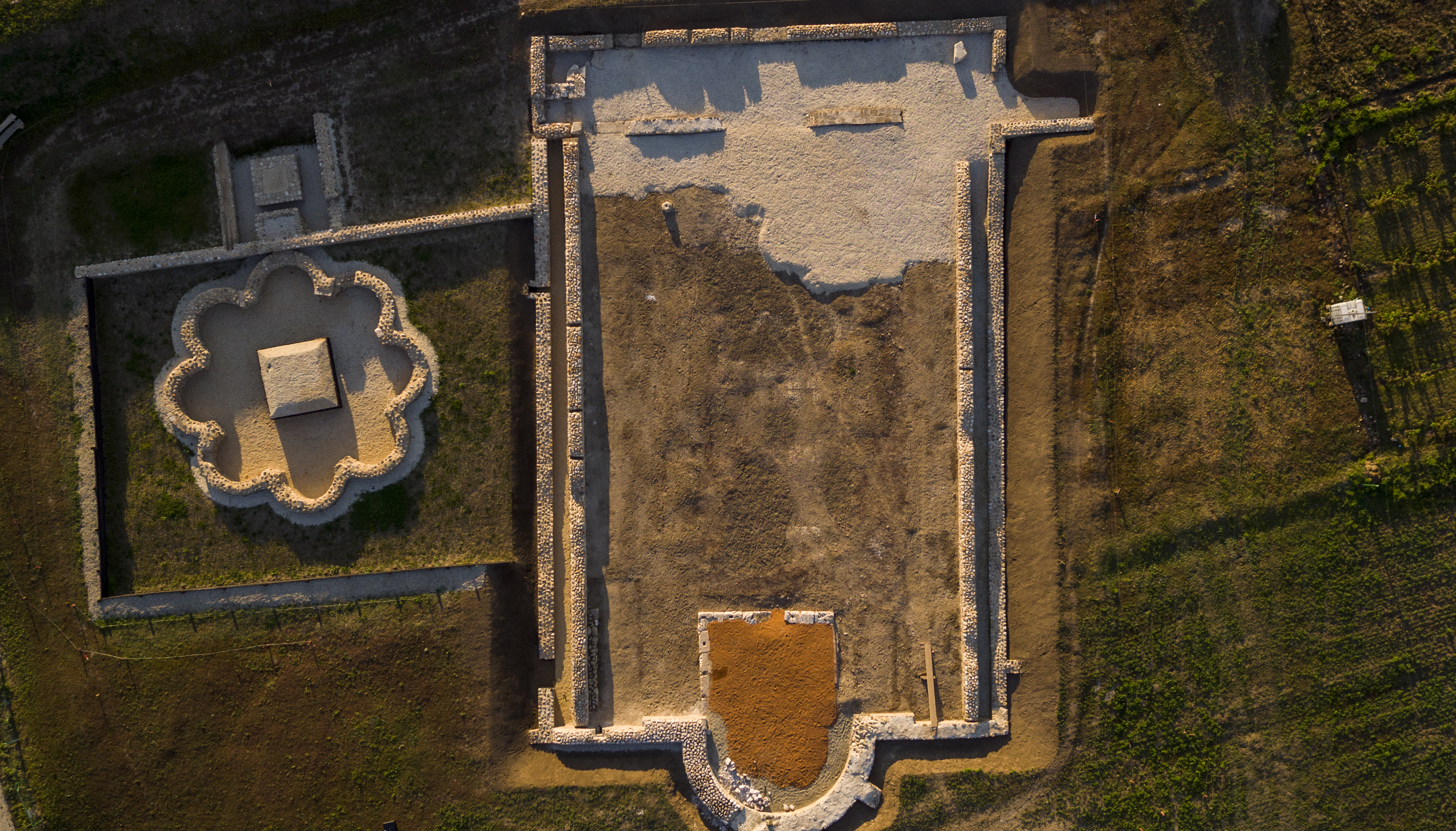
Розташування базиліки (праворуч) і хрестильної каплиці (ліворуч)

У геофізичних дослідженнях, проведених албанськими й іноземними археологами, встановлено, що тут більш як 100 га об'єктів. На північній стороні міста — кладовище, де знайдено багато об'єктів: основи базиліки раннього християнства, побудована на початку IV століття імператором Юстиніаном. Також знайдено північний в'їзд міста зі стінами й меморієм, кімната або форма похорону. Руїни будівлі з красивою мозаїкою лежать на півдні міста. Дослідження зосередили переважно на античних об'єктах, знайдених обабіч головної дороги, що з'єднувала античне місто з регіоном. Увага приділялася знайденим об'єктам біля північного входу міста. Завдяки використанню аерофотозйомки та супутників у минулі роки, археологи, без дорогого копання, змогли знайти й описати багато великих стародавніх будівель, серед них громадську ванну кімнату, форум (адміністративний центр міста), резиденцію єпископа в епоху раннього християнства і хрестильну каплицю.

## Ім'я
Ульпіана протягом III і IV століття досягла свого піка розвитку й дістала назву Municipum Ulpiana Splendisima
У 518 р. н. е. після землетрусу Юстиніан дав нову назву місту: Justiniana Secunda

## Історія
Ульпіана відігравала важливу роль у розвитку найважливіших міст римської провінції Дарданія. Ульпіана згадується у стародавніх джерелах з другого десятиліття II століття н. е. Відтоді вона відігравала важливу роль під час загарбницьких експедицій, коли імператор міг зупинятися тут під час своїх подорожей. Ульпіана стала важливим центром єпископського життя, приєднавшись до міста Scupi (сучасний Скоп'є, Північна Македонія) до створення міста Justiniana Prima.
Згідно з Notitia Dignitatum (Not. Digna. Or. IX, 44) Ульпіана мала великий гарнізон також в Pseudocomitatenses Ulpiansis. Існує доказ того, що імператор Феодосій Великий під час переходу до Салонік перебував у Ульпіані (cod. THEOD I 33-34) протягом певного періоду часу. У V столітті місто перебувало під владою готів. У 479 році король Теодемир послав свого сина Теодоріха Великого з 3000 солдатів, щоб знищити місто.
Згідно з хронікою і писаннями Марцелліна Комита, потужний землетрус зруйнував кілька міст у Дарданії в 518 році. Місто Ульпіана зазнало значних збитків. Юстиніан I перебудував місто та його укріплення. Старовинні укріплення міста були міцними, з вежами напівкруглої форми, на площі до 35,5 га. Разом зі своїм оточенням, Ульпіана займала площу приблизно 120 га, включно з каструмом та іншими допоміжними спорудами.

## Галерея

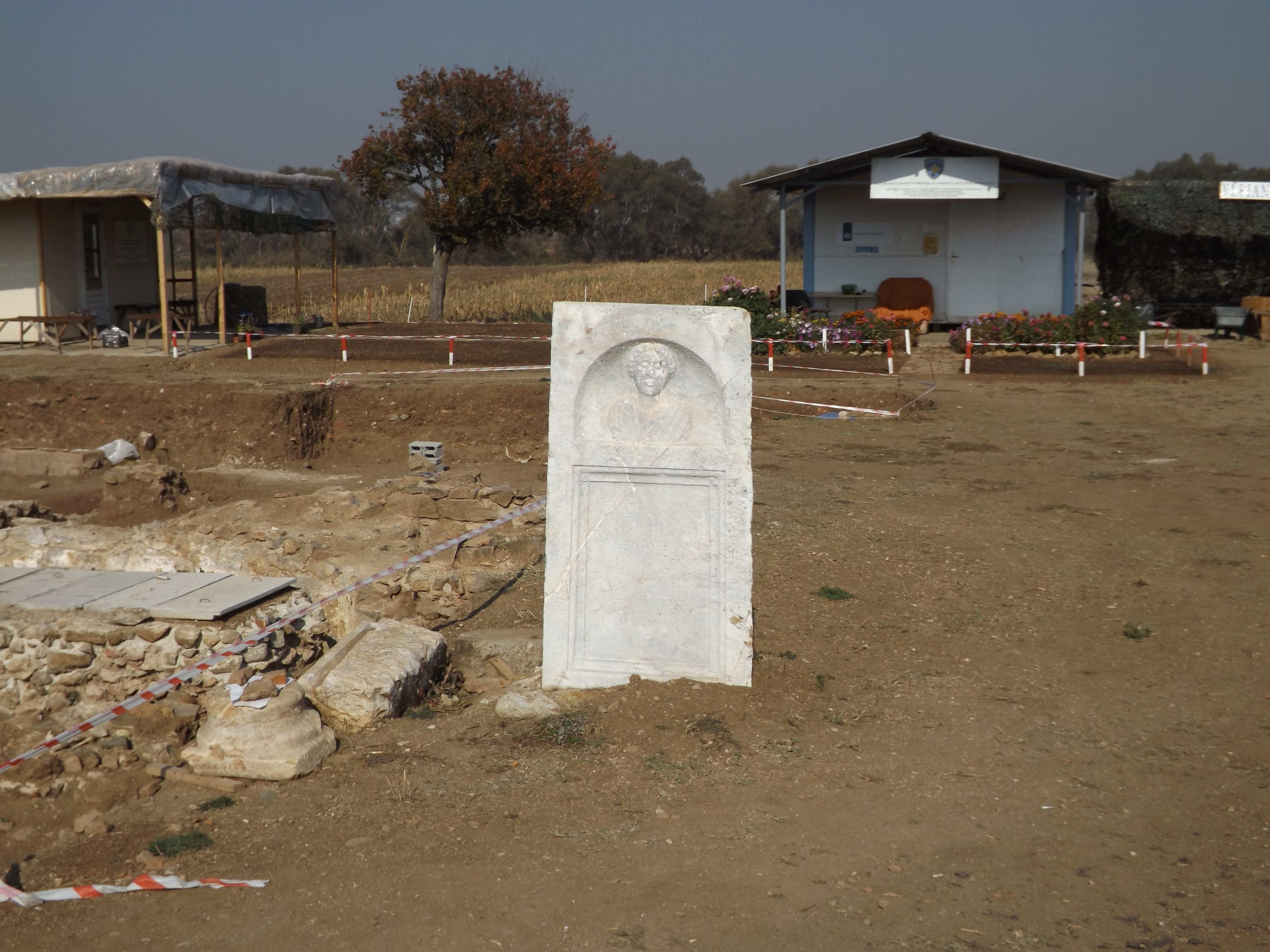
Стела на північному некрополі.
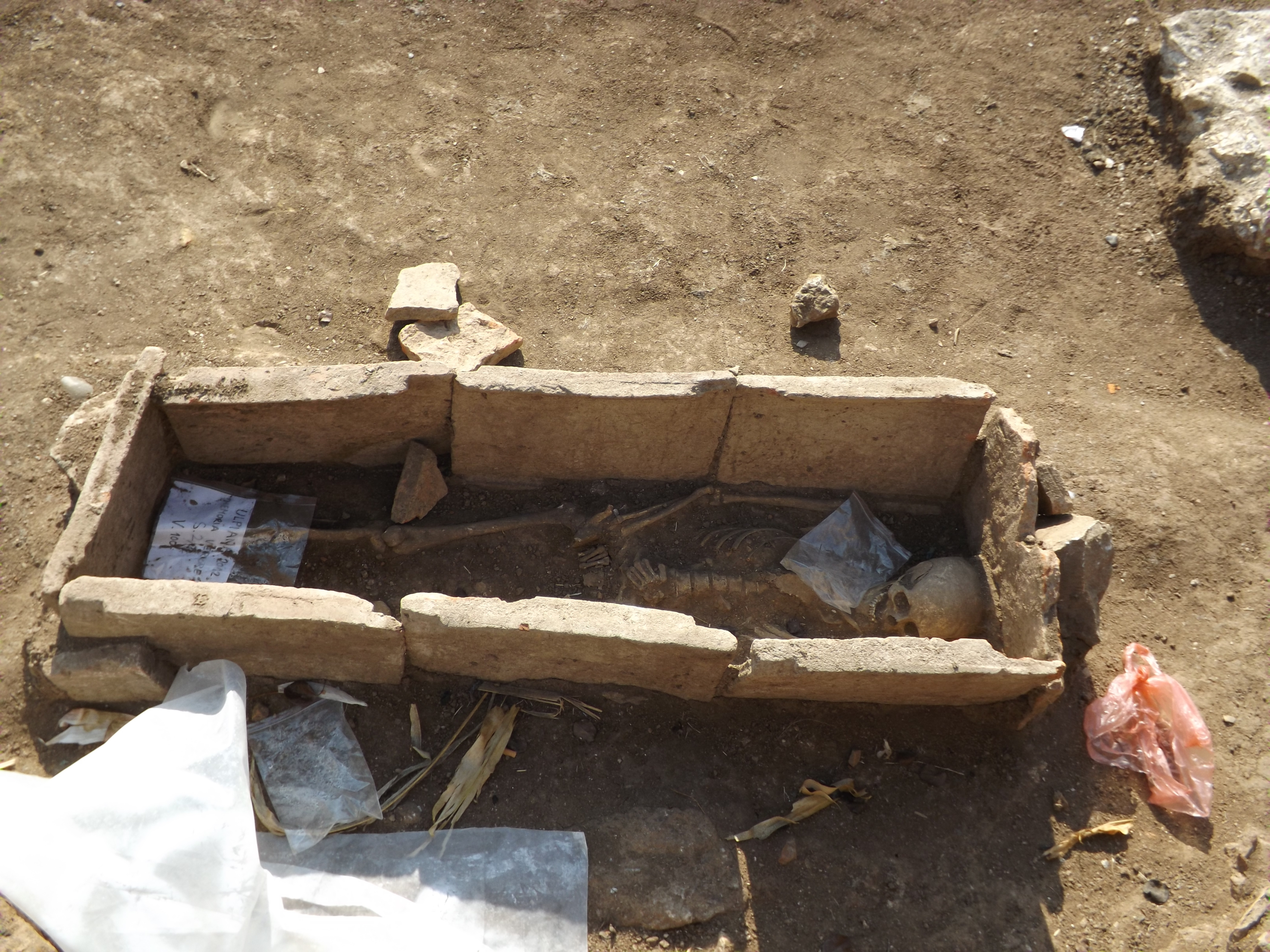
Розкопана могила на північному некрополі.
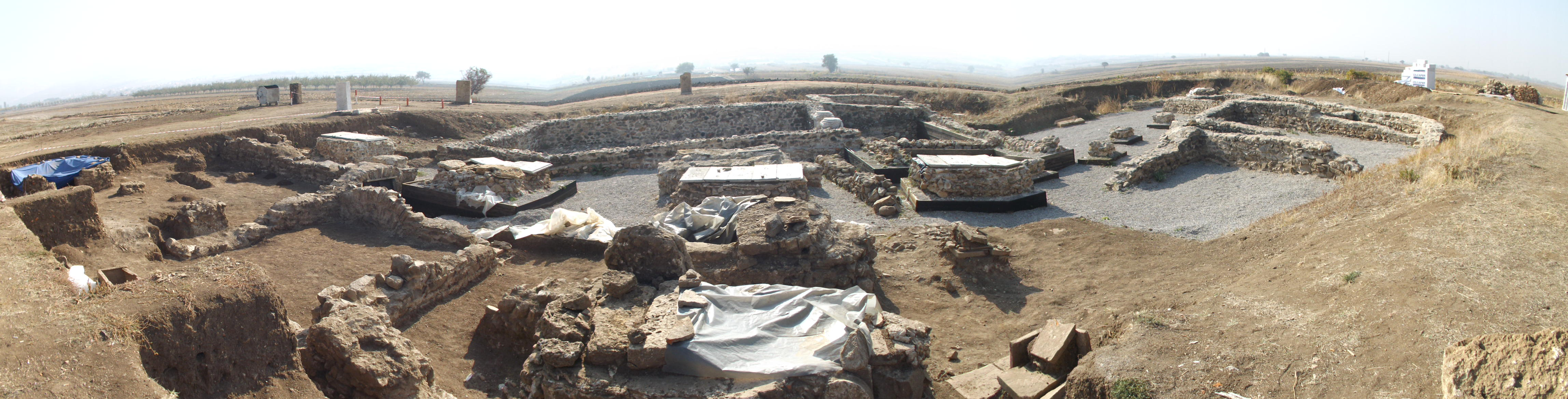
Панорама північного некрополя.
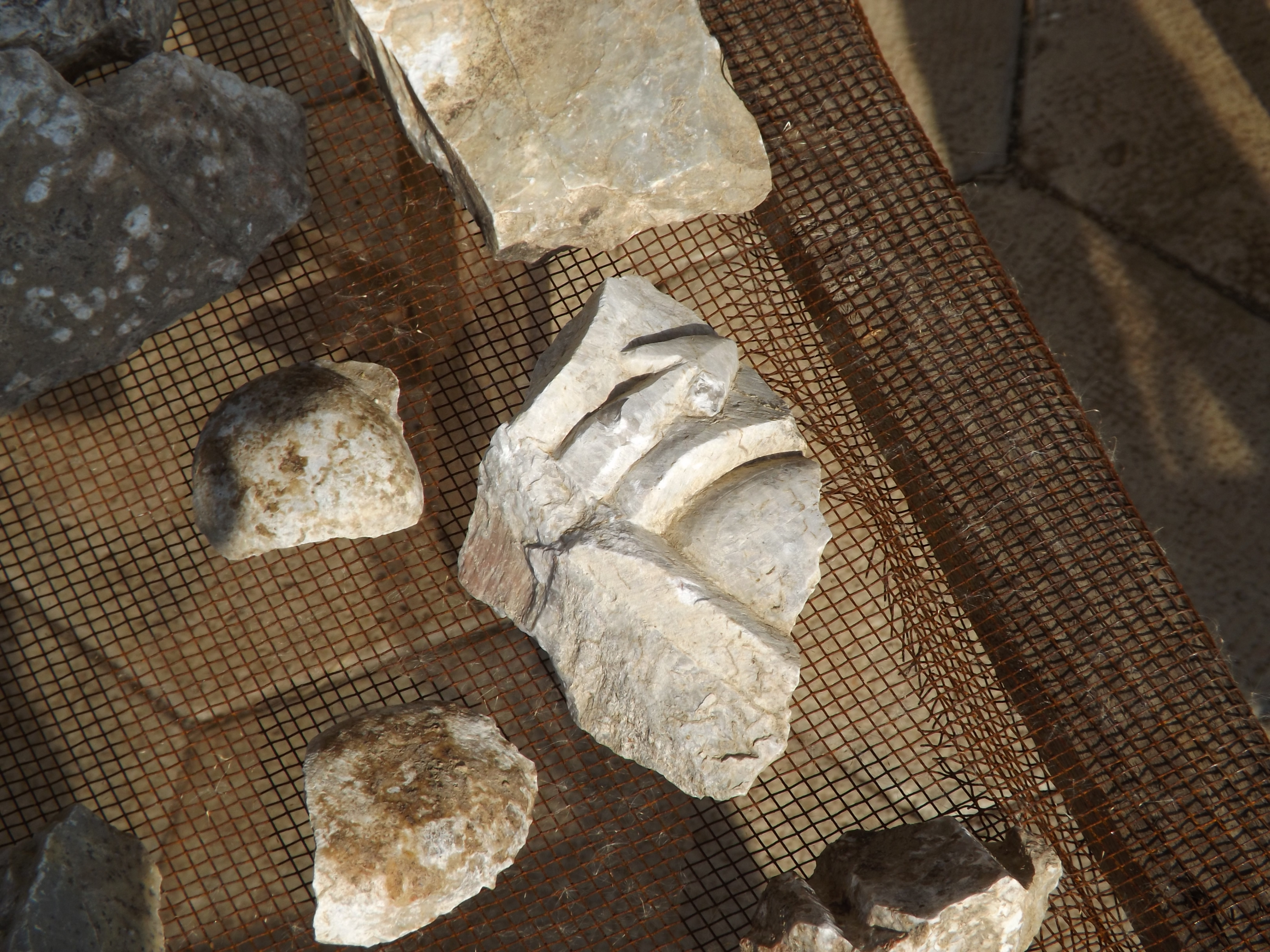
Залишок орнаменту «Яйце та Дротик», розкопаний в Ульпіані.
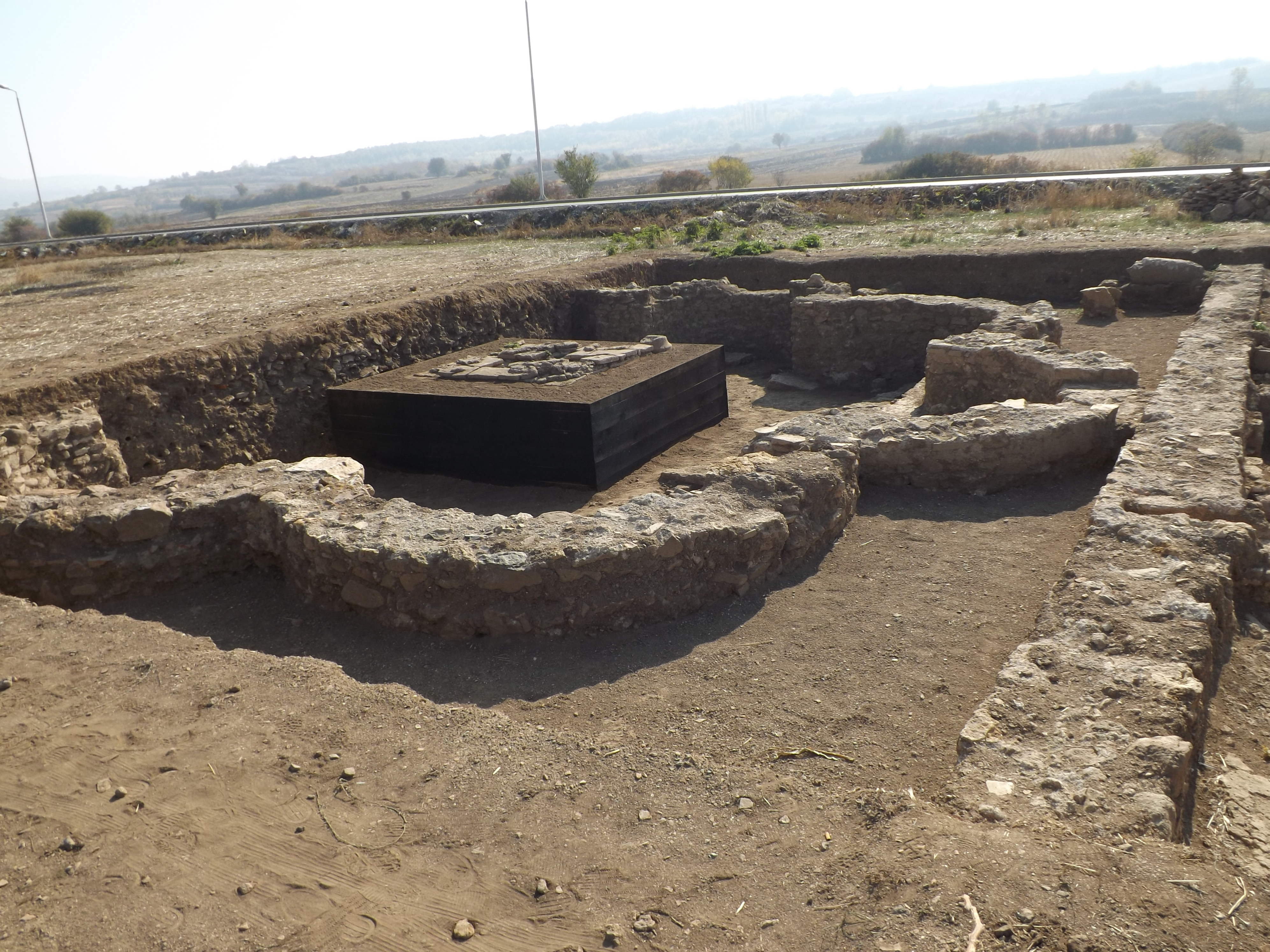
Баптистерія, недалеко від базиліки, але ще ближче до іншої церкви, яка ще не була розкопана.
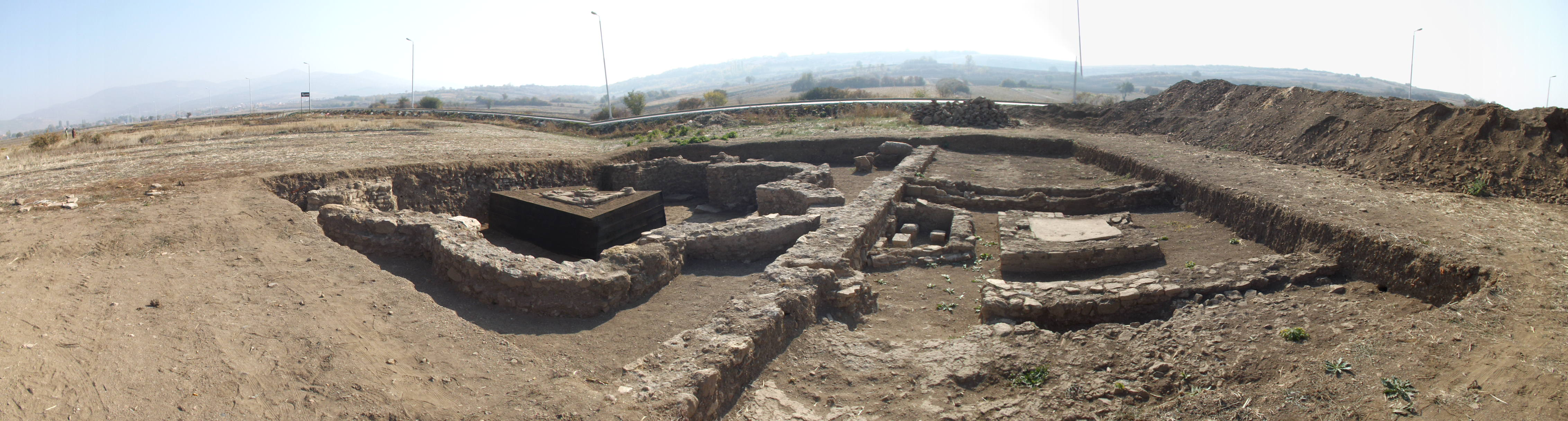
Панорама баптистеріума. Примітка: праворуч від неї виходила вода.
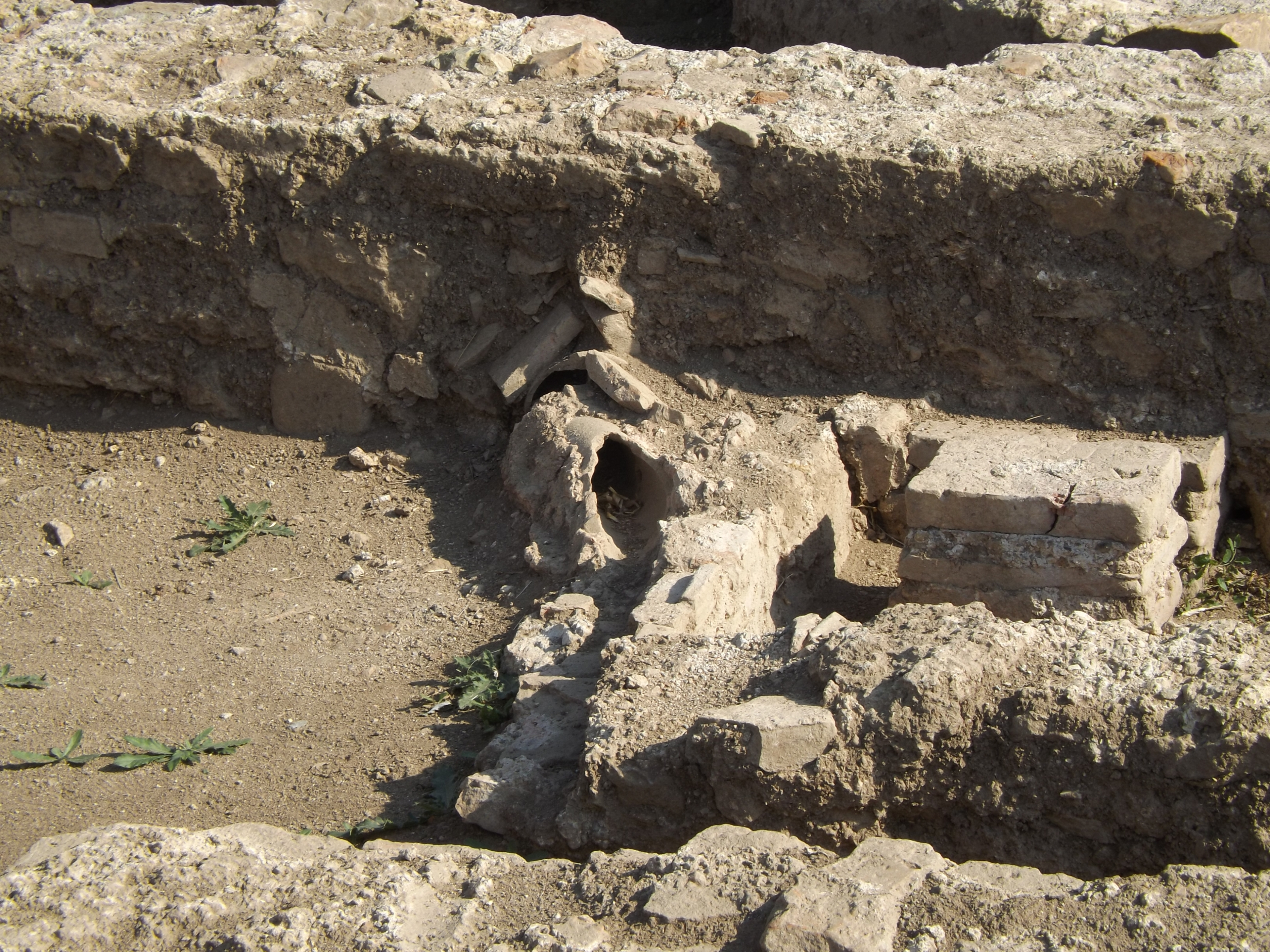
Вигляд лівої труби, яка приносила воду до Баптистерію.
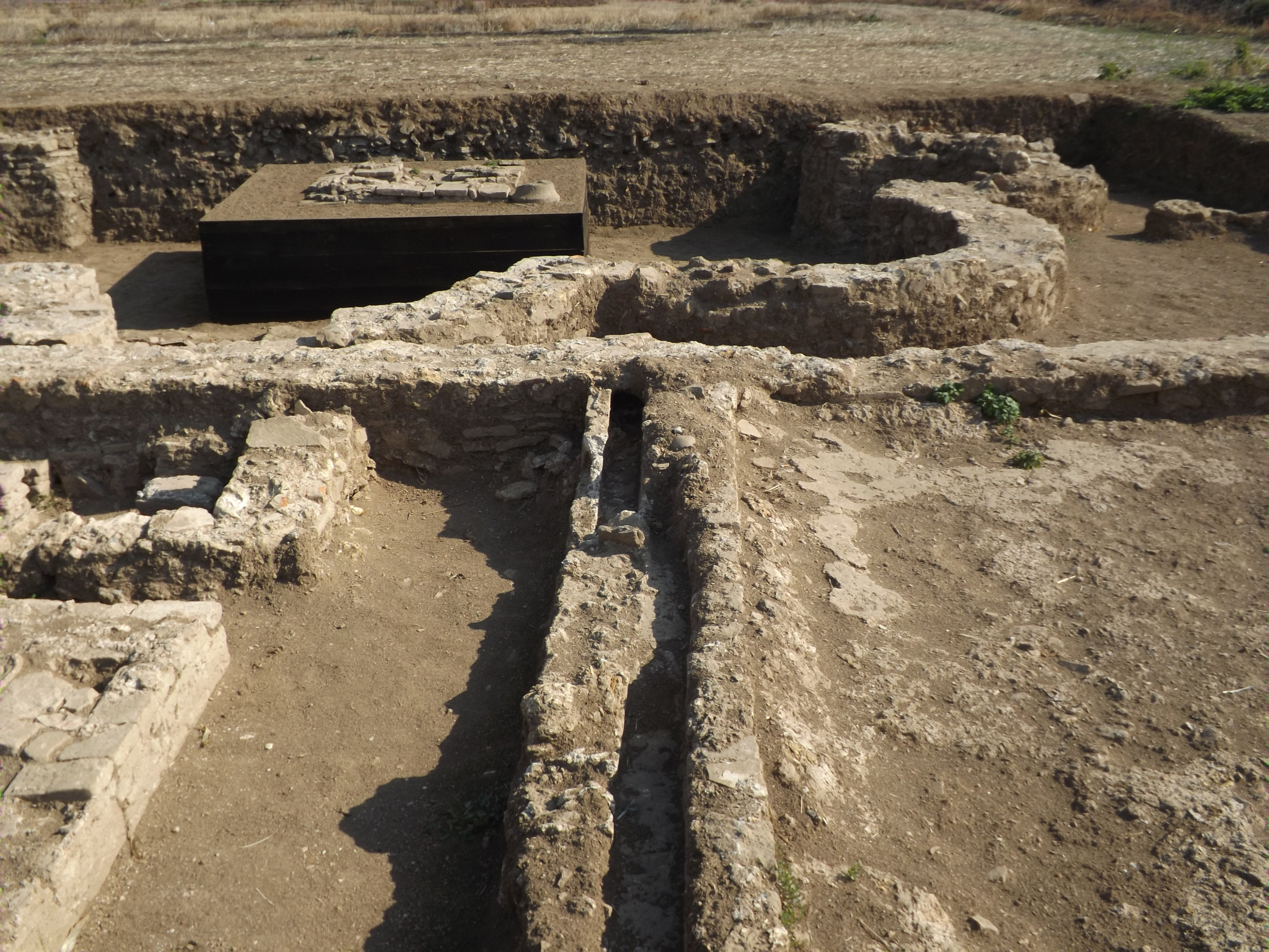
Вигляд правої труби, яка приносила воду до Баптистерію.
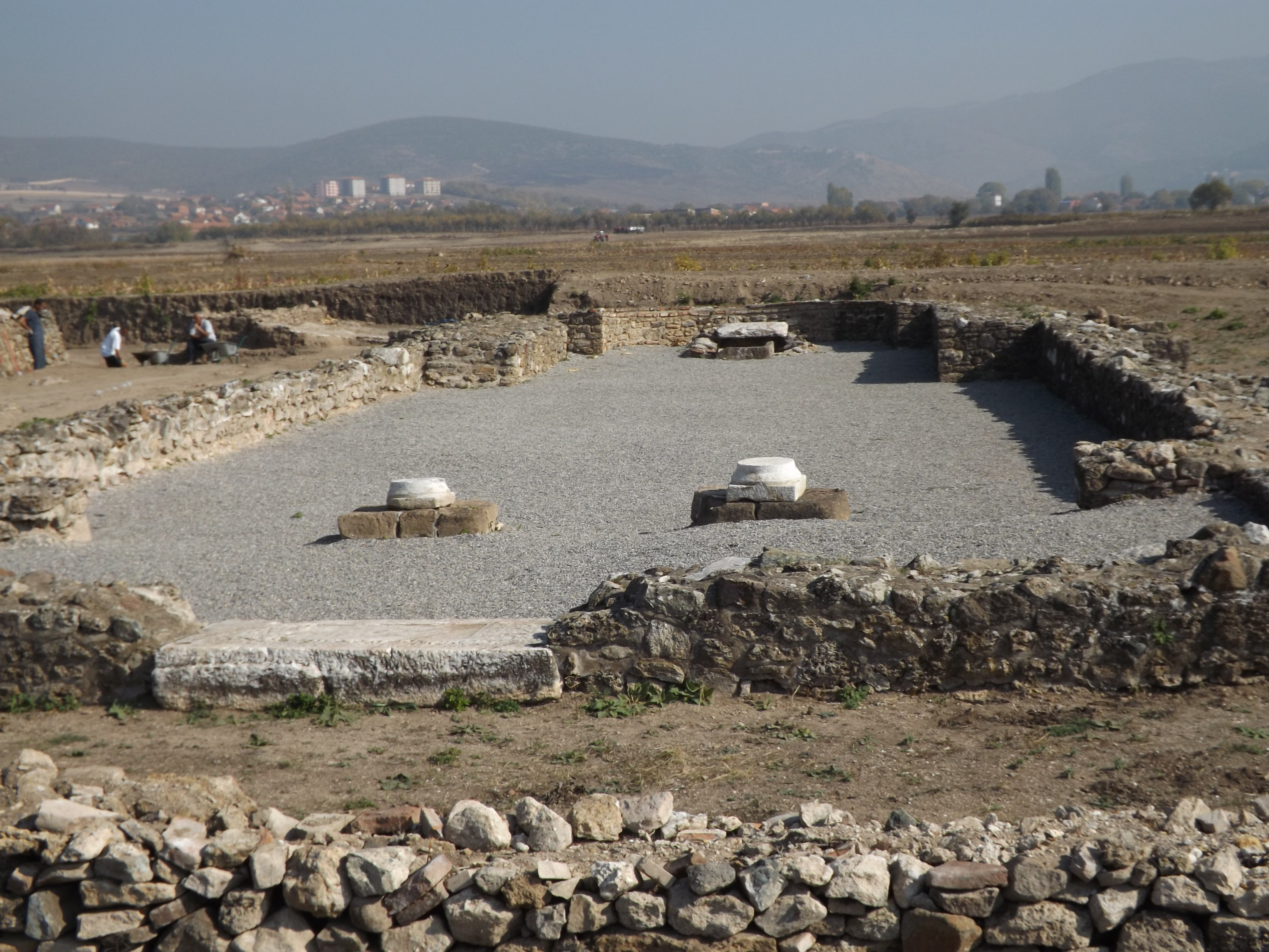
Вигляд базиліки спереду.
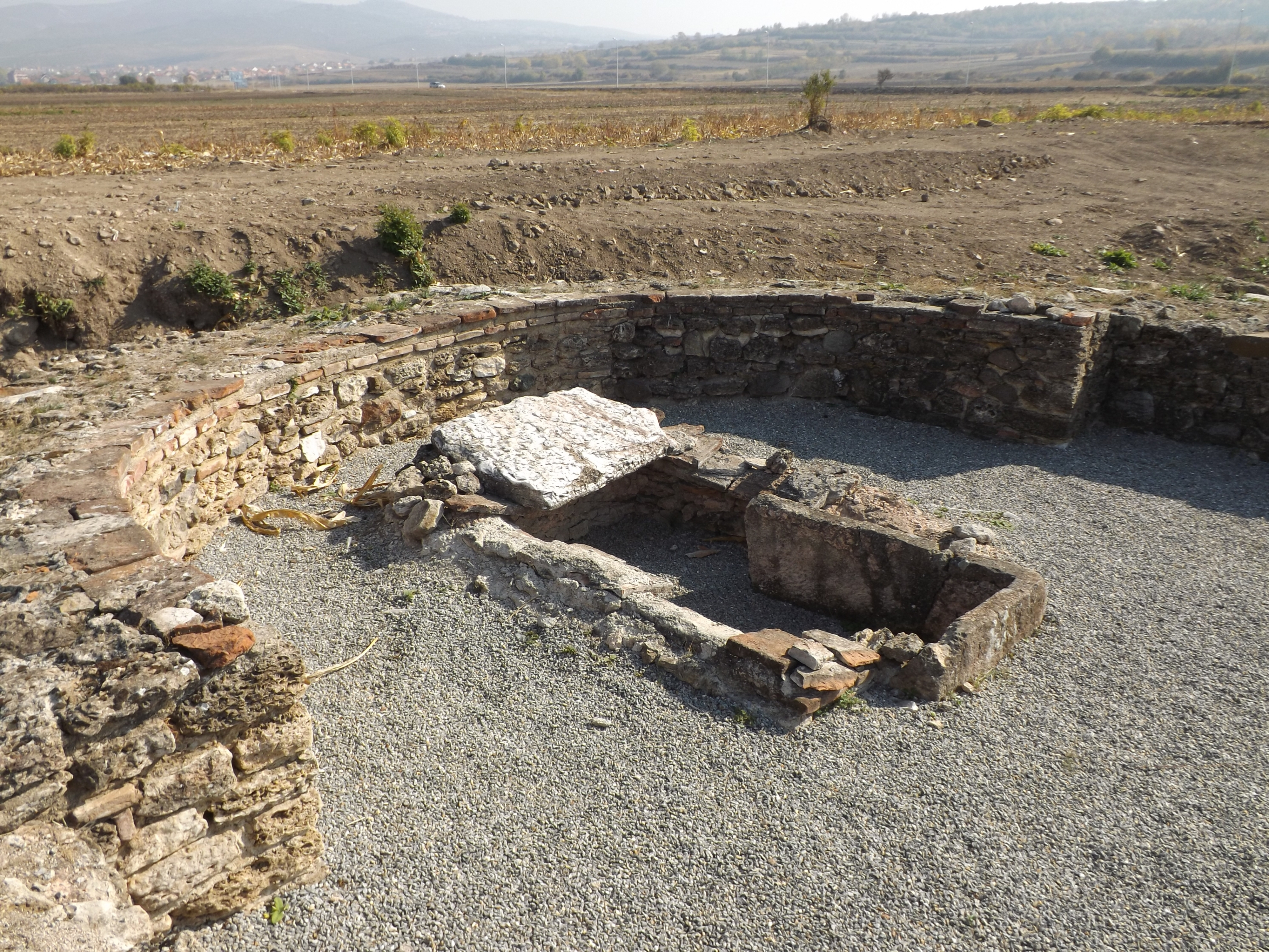
Апсида базиліки.
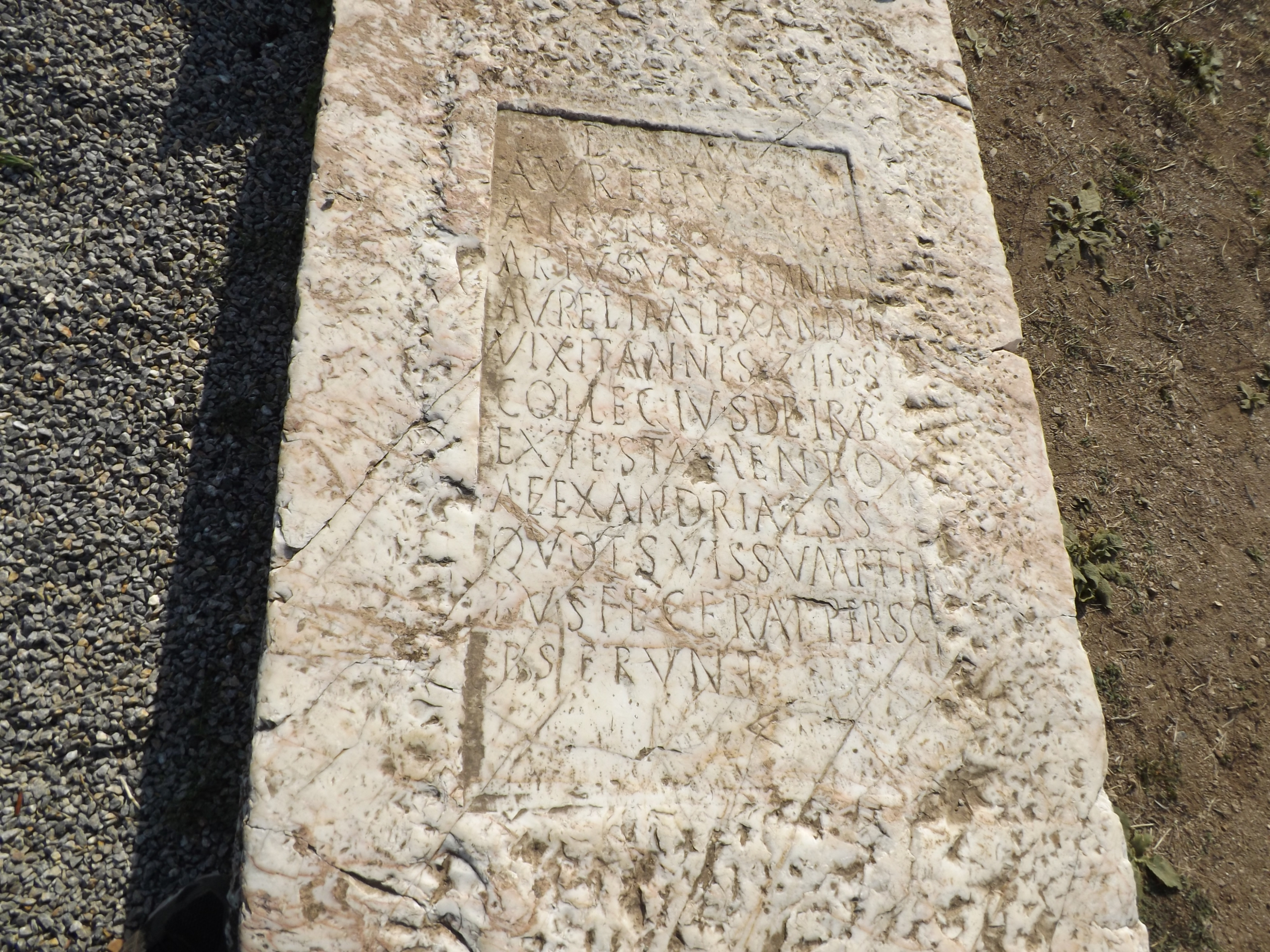
Стела біля входу в базиліку.
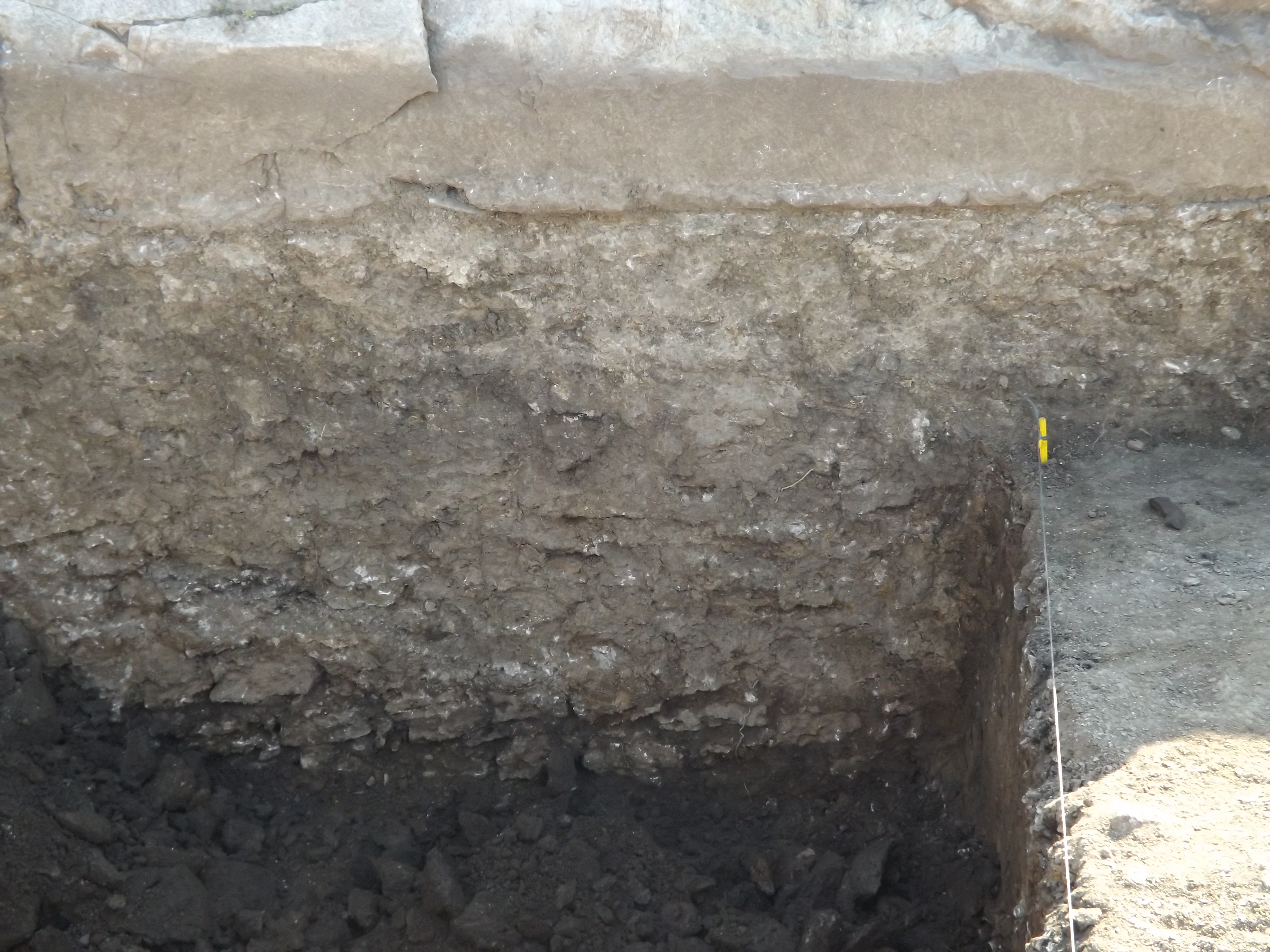
Траншея в Ульпіані, що показує безперервність життя в цьому місті від доісторичних часів до Юстиніана Великого. Зверніть увагу на багато шарів, побудованих один над одним, які завершуються верхнім шаром мармуру з часів Юстиніана.
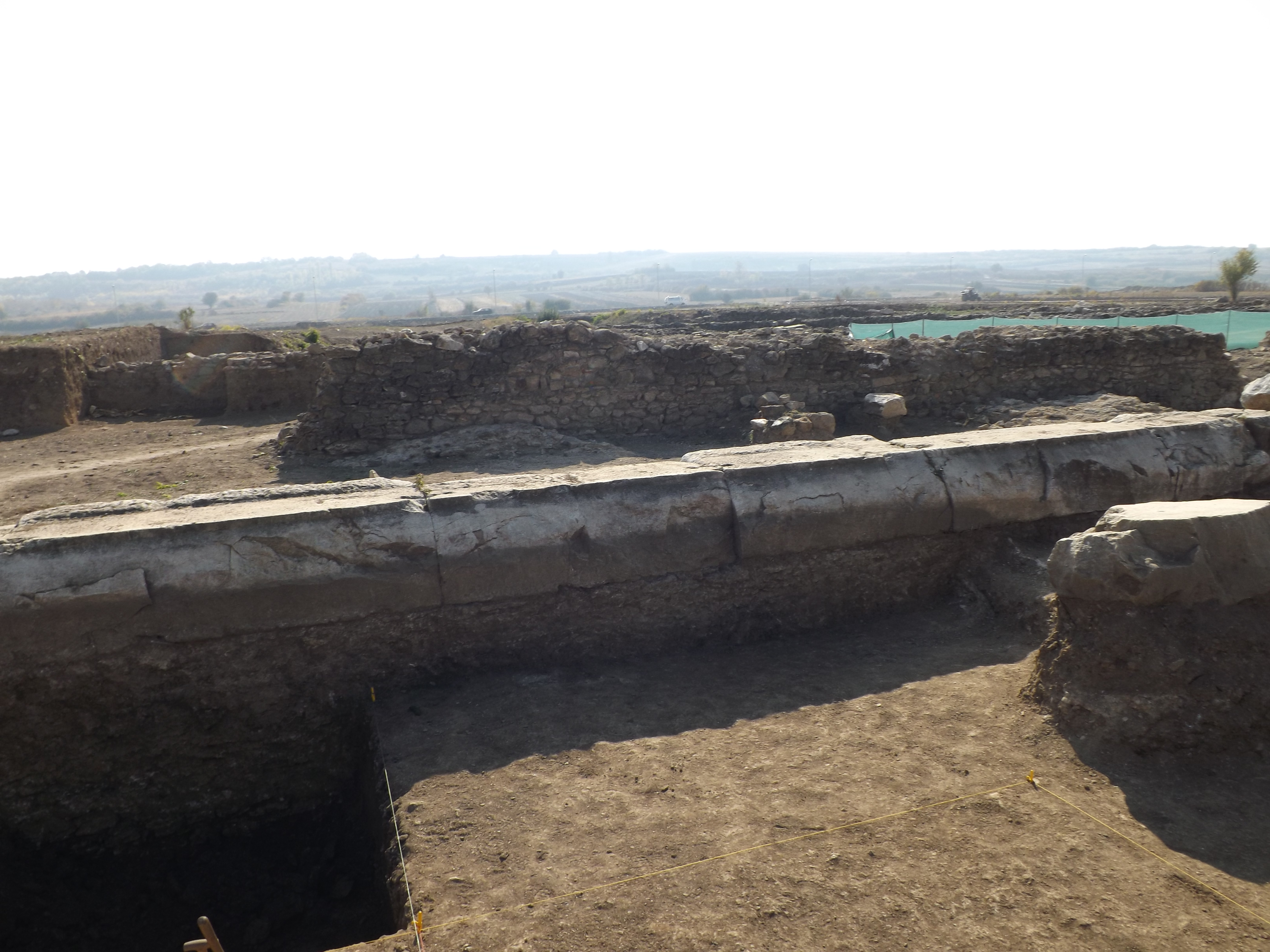
Продовження мармурової стіни, з "траншеєю часу" ліворуч.
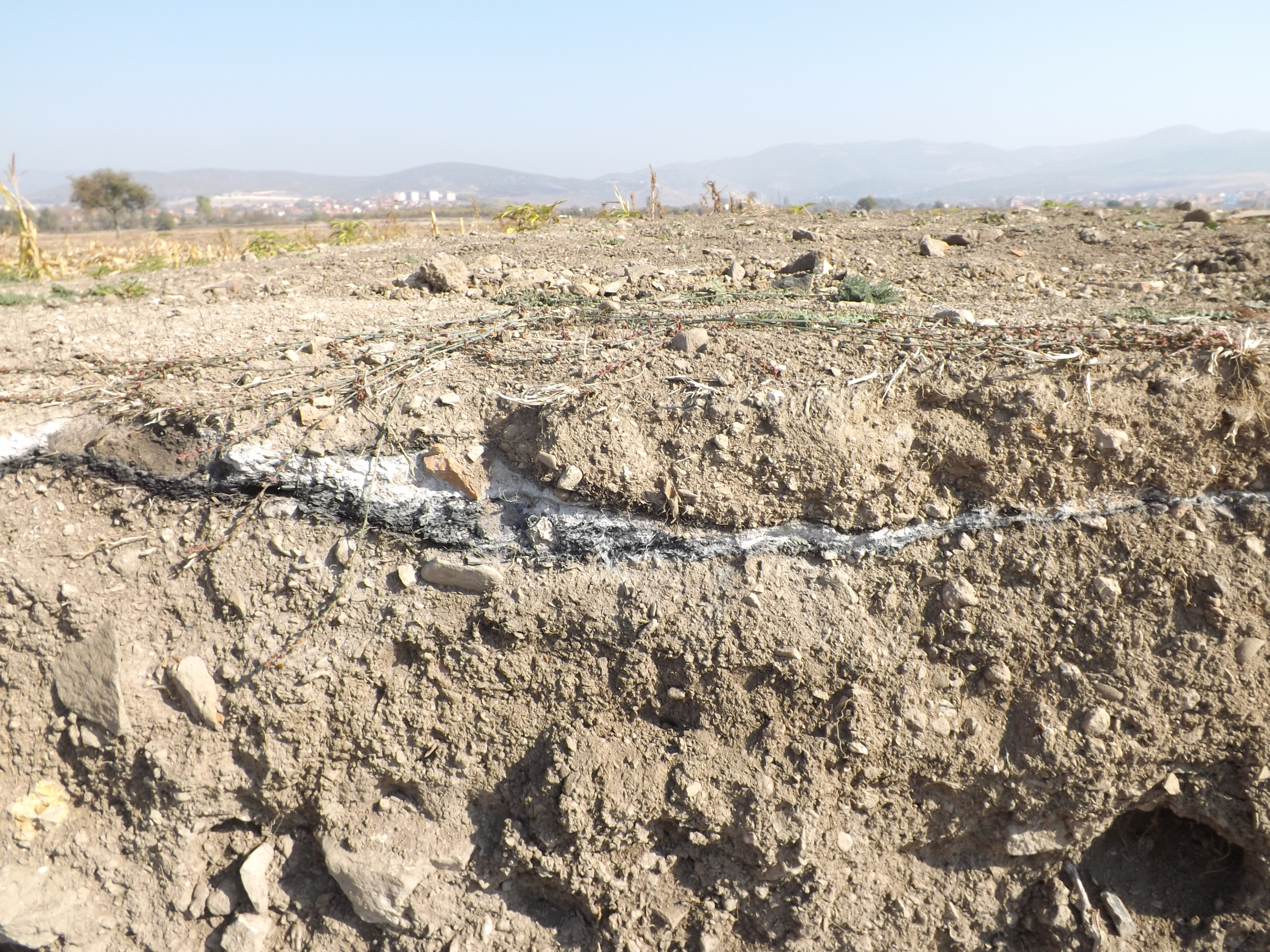
Шар попелу і вуглецю, з останнього часу, коли місто згоріло, приблизно з VII—VIII століття з приходом слов'ян.
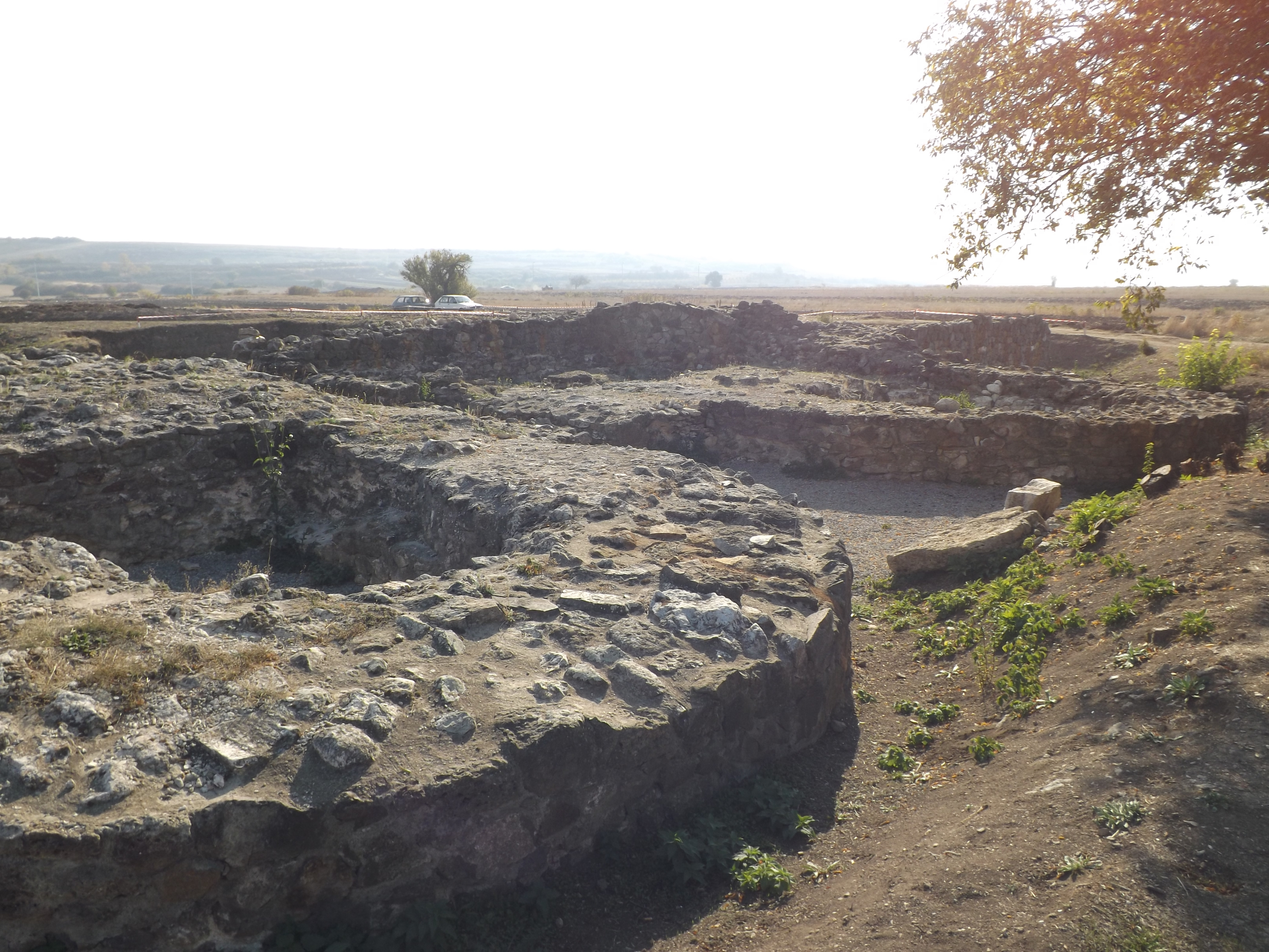
Дві вежі Північних воріт.
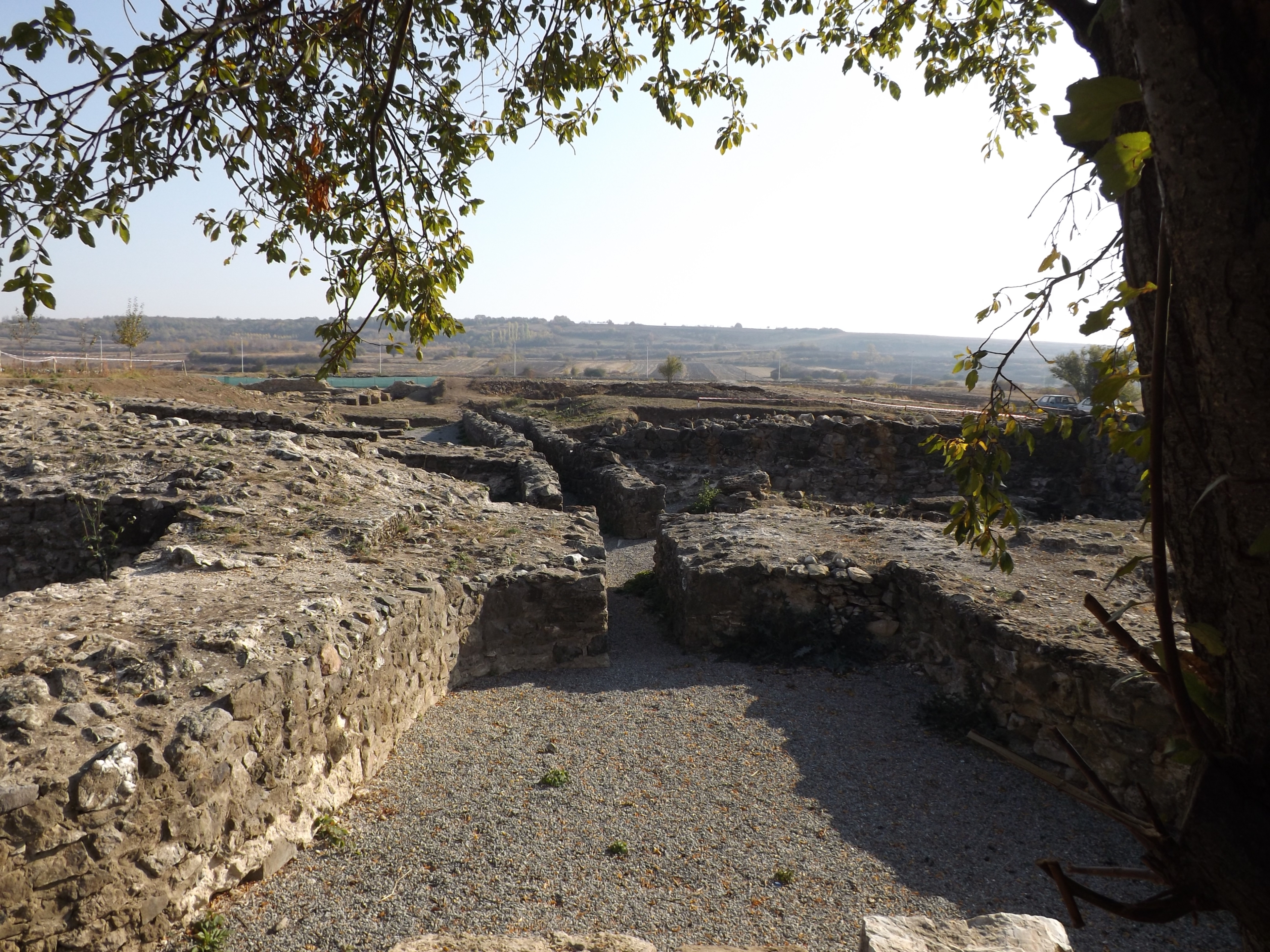
Ще один вид на дві вежі Північних воріт, з вузьким входом у середині.

## Нотатки
1. ↑   Косово є предметом територіальної суперечки між  Республікою Косово і  Республікою Сербія. Республіка Косово  в односторонньому порядку проголосила незалежність 17 лютого 2008 року, але  Сербія продовжує заявляти, що вона є частиною  власної суверенної території. Два уряди  почали нормалізувати відносини у 2013 році як частина  Брюссельської угоди. Косово було визнано незалежною державою 102 з 193 держав-членів Організації Об'єднаних Націй. 10 держав визнали Косово лише для того, щоб пізніше відкликати своє визнання.